# Llista de topònims valencians d'origen mossàrab
La toponímia valenciana presenta una gran quantitat d'elements mossàrabs.

## Topònims vius
- Capicorb. CAPUT CURVUM 'cap corbat'. (Alcalà de Xivert).
- Cap-pegròs. CAPUT PODII GROSSI 'cap del puig gros'[1] (Vinaròs).
- Càpito. CAPUT. (Bocairent).
- els Càpitos. CAPUT. (Pinós de Monòver).
- Patraix. PETRARIOS 'pedregars'.
- Barraix. BARRARIOS 'barreres' o PETRARIOS. (Estivella i Castelló de les Gerres).
- el Carritx. CARǏCĚUS 'càrritx'. (Xeresa i Oliva).
- Carroig. (Xàtiva).
- Vila de Catí. CATINUS. 'conca, bací, gibrell, còssil'. (Maestrat).
- Vall de Catí. CATINUS. (Petrer).
- Catí. CATINUS. (Crevillent).
- L'Alcatí. CATINUS. (Sueca).
- Cotelles. COS, COTIS (Polop, Sant Joan d'Alacant i Xixona).
- Cotela. COS, COTIS (Bétera).
- Cotilla. COS, COTIS (Biar).
- El Cotelló. COS, COTIS (Llombai).
- Cotes. COS, COTIS. (Algemesí).
- Cota. COS, COTIS. (Rossell i Quatretonda).